# Koningsberg

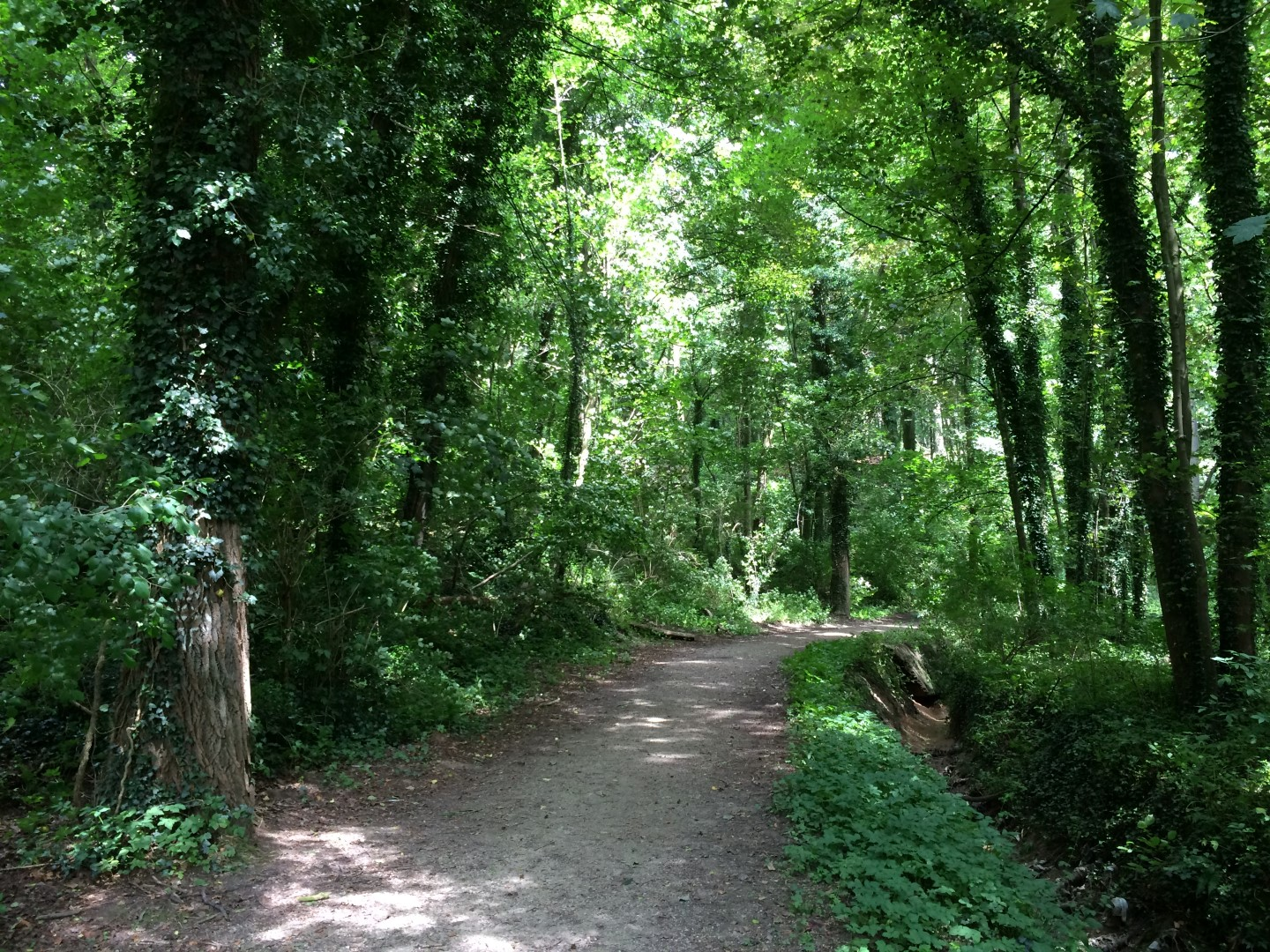
Westweg op de Koningsberg

De Koningsberg is een natuurgebied ten noordoosten van de Vlaams-Brabantse plaats Overijse, gelegen nabij de Walravenbosstraat.
Het gebied, dat op een hoogte van 76-97 meter is gelegen, heeft een bodem die bestaat uit de Formatie van Lede in het noorden en de Formatie van Brussel in het zuiden, te weten fijn, kalkhoudend, zand. Naast akkers en een oude holle weg vindt men er een hellingbos dat grotendeels bestaat uit Amerikaanse eik. Dit bos wordt wel Koningsbos of Koningsbergbos genoemd.